# 1995年のNBAドラフト
1995年のNBAドラフトは、1995年度のNBAドラフト。1995年6月28日、カナダのオンタリオ州トロントで開催された。

## ドラフト指名
| PG | ポイントガード | SG | シューティングガード | SF | スモールフォワード | PF | パワーフォワード | C | センター |

| * | バスケットボール殿堂入り      |
| ^ | 現役プレーヤー                |
| S | NBAオールスター               |
| A | オールNBAチーム               |
| R | NBAオールルーキーチーム       |
| D | NBAオールディフェンシブチーム |
| C | NBAチャンピオン               |
| F | ファイナルMVP                 |
| # | NBAでのプレー経験なし         |
| M | シーズンMVP                   |

### 1巡目
| 指名順 | 選手名                          | 経歴          | 国籍           | 指名チーム                             | 出身校など                                        |
| ------ | ------------------------------- | ------------- | -------------- | -------------------------------------- | ------------------------------------------------- |
| 1      | ジョー・スミス (PF)             | R             | アメリカ合衆国 | ゴールデンステート・ウォリアーズ       | メリーランド大学                                  |
| 2      | アントニオ・マクダイス (PF)     | S A R         | アメリカ合衆国 | ロサンゼルス・クリッパーズ             | アラバマ大学                                      |
| 3      | ジェリー・スタックハウス (SG)   | S R           | アメリカ合衆国 | フィラデルフィア・セブンティシクサーズ | ノースカロライナ大学                              |
| 4      | ラシード・ウォレス (PF)         | S R C         | アメリカ合衆国 | ワシントン・ブレッツ                   | ノースカロライナ大学                              |
| 5      | ケビン・ガーネット (PF)         | * S A R D C M | アメリカ合衆国 | ミネソタ・ティンバーウルブズ           | ファラガット・アカデミー高校 （イリノイ州シカゴ） |
| 6      | ブライアント・リーヴス (PF)     | R             | アメリカ合衆国 | バンクーバー・グリズリーズ             | オクラホマ州立大学                                |
| 7      | デイモン・スタウダマイアー (PG) | R             | アメリカ合衆国 | トロント・ラプターズ                   | アリゾナ大学                                      |
| 8      | ショーン・レスパート (SG)       |               | アメリカ合衆国 | ポートランド・トレイルブレイザーズ     | ミシガン州立大学                                  |
| 9      | エド・オバノン (SF)             |               | アメリカ合衆国 | ニュージャージー・ネッツ               | UCLA                                              |
| 10     | カート・トーマス (PF)           |               | アメリカ合衆国 | マイアミ・ヒート                       | テキサスクリスチャン大学                          |
| 11     | ゲイリー・トレント (PF)         |               | アメリカ合衆国 | ミルウォーキー・バックス               | オハイオ大学                                      |
| 12     | チェロキー・パークス (C)        |               | アメリカ合衆国 | ダラス・マーベリックス                 | デューク大学                                      |
| 13     | コーリス・ウィリアムソン (PF)   | C             | アメリカ合衆国 | サクラメント・キングス                 | アーカンソー大学                                  |
| 14     | エリック・ウィリアムズ (SF)     |               | アメリカ合衆国 | ボストン・セルティックス               | プロビデンス大学                                  |
| 15     | ブレント・バリー (SG)           | R C           | アメリカ合衆国 | デンバー・ナゲッツ                     | オレゴン州立大学                                  |
| 16     | アラン・ヘンダーソン (PF)       |               | アメリカ合衆国 | アトランタ・ホークス                   | インディアナ大学                                  |
| 17     | ボブ・スーラ (SG)               |               | アメリカ合衆国 | クリーブランド・キャバリアーズ         | フロリダ州立大学                                  |
| 18     | テオ・ラトリフ (PF)             | S D           | アメリカ合衆国 | デトロイト・ピストンズ                 | ワイオミング大学                                  |
| 19     | ランドルフ・チルドレス (PG)     |               | アメリカ合衆国 | デトロイト・ピストンズ                 | ウェイクフォレスト大学                            |
| 20     | ジェイソン・カフィ (PF)         |               | アメリカ合衆国 | シカゴ・ブルズ                         | アラバマ大学                                      |
| 21     | マイケル・フィンリー (SF)       | S R C         | アメリカ合衆国 | フェニックス・サンズ                   | ウィスコンシン大学                                |
| 22     | ジョージ・ジデク (C)            |               | チェコ         | シャーロット・ホーネッツ               | UCLA                                              |
| 23     | トラヴィス・ベスト (PG)         |               | アメリカ合衆国 | インディアナ・ペイサーズ               | ジョージア工科大学                                |
| 24     | ローレン・メイヤー (PF)         |               | アメリカ合衆国 | ダラス・マーベリックス                 | アイオワ州立大学                                  |
| 25     | デイヴィッド・ヴォーン (PF/C)   |               | アメリカ合衆国 | オーランド・マジック                   | メンフィス大学                                    |
| 26     | シェレル・フォード (PF)         |               | アメリカ合衆国 | シアトル・スーパーソニックス           | イリノイ大学シカゴ校                              |
| 27     | マリオ・ベネット (PF)           |               | アメリカ合衆国 | フェニックス・サンズ                   | アリゾナ州立大学                                  |
| 28     | グレッグ・オスタータグ (C)      |               | アメリカ合衆国 | ユタ・ジャズ                           | カンザス大学                                      |
| 29     | コリー・アレクサンダー (PG)     |               | アメリカ合衆国 | サンアントニオ・スパーズ               | バージニア大学                                    |

### 2巡目
| 指名順 | 選手名                             | 経歴 | 国籍           | 指名チーム                       | 出身校など                             |
| ------ | ---------------------------------- | ---- | -------------- | -------------------------------- | -------------------------------------- |
| 30     | ルー・ロー (F)                     |      | アメリカ合衆国 | デトロイト・ピストンズ           | マサチューセッツ大学                   |
| 31     | ドラガン・ターラック (C)           |      | ユーゴスラビア | シカゴ・ブルズ                   | オリンピアコスBC （ギリシャ）          |
| 32     | テレンス・レンチャー (G)           |      | アメリカ合衆国 | ワシントン・ブレッツ             | テキサス大学                           |
| 33     | ジュニア・バロウズ (F)             |      | アメリカ合衆国 | ボストン・セルティックス         | バージニア大学                         |
| 34     | アンドリュー・デクラーク (PF/C)    |      | アメリカ合衆国 | ゴールデンステート・ウォリアーズ | フロリダ大学                           |
| 35     | ジミー・キング (G)                 |      | アメリカ合衆国 | トロント・ラプターズ             | ミシガン大学                           |
| 36     | ローレンス・モーテン (G)           |      | アメリカ合衆国 | バンクーバー・グリズリーズ       | シラキュース大学                       |
| 37     | フランキー・キング (G)             |      | アメリカ合衆国 | ロサンゼルス・レイカーズ         | ウェスタンカロライナ大学               |
| 38     | ラシャード・グリフィス (C)         |      | アメリカ合衆国 | ミルウォーキー・バックス         | ウィスコンシン大学                     |
| 39     | ダニー・マーシャル (SF)            |      | アメリカ合衆国 | クリーブランド・キャバリアーズ   | コネチカット大学                       |
| 40     | ドウェイン・ホイットフィールド (F) |      | アメリカ合衆国 | ゴールデンステート・ウォリアーズ | ジャクソン州立大学                     |
| 41     | エリック・ミーク (C)               |      | アメリカ合衆国 | ヒューストン・ロケッツ           | デューク大学                           |
| 42     | ドニー・ボイス (G)                 |      | アメリカ合衆国 | アトランタ・ホークス             | コロラド大学                           |
| 43     | エリック・スノウ (PG)              | D    | アメリカ合衆国 | ミルウォーキー・バックス         | ミシガン州立大学                       |
| 44     | アンソニー・ペレ (C)               |      | アメリカ合衆国 | デンバー・ナゲッツ               | カリフォルニア州立大学フレズノ校       |
| 45     | トロイ・ブラウン (F/C)             |      | アメリカ合衆国 | アトランタ・ホークス             | プロビデンス大学                       |
| 46     | ジョージ・バンクス (F)             |      | アメリカ合衆国 | マイアミ・ヒート                 | テキサス大学エル・パソ校               |
| 47     | タイアス・エドニー (PG)            |      | アメリカ合衆国 | サクラメント・キングス           | UCLA                                   |
| 48     | マーク・デービス (SF)              |      | アメリカ合衆国 | ミネソタ・ティンバーウルブズ     | テキサス工科大学                       |
| 49     | ジェローム・アレン (SG)            |      | アメリカ合衆国 | ミネソタ・ティンバーウルブズ     | ペンシルベニア大学                     |
| 50     | マーティン・ルイス (F)             |      | アメリカ合衆国 | ゴールデンステート・ウォリアーズ | スワード・カントリー・コミュニティ大学 |
| 51     | デヤン・ボディロガ (SF)            |      | ユーゴスラビア | サクラメント・キングス           | オリンピア・ミラノ （イタリア）        |
| 52     | フレッド・ホイバーグ (SG)          |      | アメリカ合衆国 | インディアナ・ペイサーズ         | アイオワ州立大学                       |
| 53     | コンスタンティン・ポパ (C)         |      | ルーマニア     | ロサンゼルス・クリッパーズ       | マイアミ大学 (フロリダ州)              |
| 54     | エウレリウス・ズカウスカス (C)     |      | リトアニア     | シアトル・スーパーソニックス     | KK Nept?nas （リトアニア）             |
| 55     | マイケル・マクドナルド (C)         |      | アメリカ合衆国 | ゴールデンステート・ウォリアーズ | ニューオーリンズ大学                   |
| 56     | クリス・カー (G)                   |      | アメリカ合衆国 | フェニックス・サンズ             | サザンイリノイ大学                     |
| 57     | クオンゾ・マーティン (G/F)         |      | アメリカ合衆国 | アトランタ・ホークス             | パデュー大学                           |
| 58     | ドン・リード (F)                   |      | アメリカ合衆国 | デトロイト・ピストンズ           | ジョージタウン大学                     |

## ドラフト外入団の主な選手
- リック・ブランソン (SG), テンプル
- ケビン・オリー (PG), コネチカット
- トム・クラインシュミット (SG), デポール

## エピソード
- この年のドラフトからトロント・ラプターズとバンクーバー・グリズリーズが加わったが、地元トロントのファンは1巡目でエド・オバノンを指名することを期待していた。ところがチームはデイモン・スタウダマイアーを指名したため落胆した。しかし、スタウダマイヤーは、1995-1996シーズンのルーキー・オブ・ザ・イヤーに輝き、オバノンはNBAでは期待はずれでキャリアを終えた。